# يسبر ليندغرين
يسبر ليندغرين (بالسويدية: Jesper Lindgren)‏ هو لاعب هوكي الجليد سويدي، ولد في 19 مايو 1997 في أوميو في السويد.

## وصلات خارجية
- يسبر ليندغرين على موقع دوري الهوكي الوطني (الإنجليزية)
- يسبر ليندغرين على موقع EliteProspects.com (الإنجليزية)
- يسبر ليندغرين على موقع Eurohockey.com (الإنجليزية)
- يسبر ليندغرين على موقع HockeyDB.com (الإنجليزية)